# Belisario Betancur Cuartas
Belisario Betancur Cuartas (Amagá, departament d'Antioquia, Colòmbia, 4 de febrer de 1923 – Bogotà, 7 de desembre de 2018) fou un advocat, escriptor i polític del Partit Conservador Colombià, que va ocupar la presidència de Colòmbia entre 1982 i 1986.

## Biografia
Nascut el 4 de febrer de 1923 a la ciutat colombiana d'Amagá, al departament d'Antioquia, inicià els seus estudis a la seva població natal per continuar-los gràcies a una beca al Seminari de Missions de Yarumal on es va graduar en batxiller el 1941. Va estudiar dret a la Universitat Pontifícia Bolivariana de Medellín, on es va doctorar en Dret i Economia i nomenat Doctor Honoris Causa en Humanitats a la Universitat de Colorado i a la de Georgetown.

## Vida política
Inicià la seva carrera política en el Partit Conservador de Colòmbia sent elegit diputat a l'Assemblea d'Antioquia entre 1945 i 1947. Anà escalant posicions dins el seu partit així com en les diferents cambres de representants de Colòmbia per esdevenir membre de l'Assemblea Nacional Constituent entre 1953 i 1957, on va proclamar que el president constitucional era Laureano Gómez i no Gustavo Rojas Pinilla.
Nomenat ministre de Treball l'any 1963, durant el govern de Guillermo León València, fou el creador de l'Associació Nacional d'Instituts Financers (ANIF), de la qual va ser primer president, càrrec que va exercir durant un any. Va romandre a Espanya durant dos anys com ambaixador de Colòmbia, i allí va tenir també la representació diplomàtica davant els països àrabs.

## Presidència de Colòmbia
Va ser candidat a la Presidència els anys 1970 i 1978. Finalment, el 30 de maig de 1982 fou escollit President de la República de Colòmbia, amb 3.168.592 vots, fins llavors la major votació en la història del país.
El seu mandat es va caracteritzar per obres socials d'envergadura com l'impuls a l'habitatge popular i una dramàtica reducció de l'analfabetisme, la universitat «oberta i a distància». Va iniciar l'obertura democràtica al país, amb la incorporació dels principals grups i moviments armats a la vida civil així com una recerca contínua de la pau, gràcies a la qual va obrir-se un procés de negociació amb els escamots colombians de les FARC, que van dur als Acords de la Uribe el 1984, i amb el M-19 i l'EPL, que van dur als Acords de Corinto també el 1984, el fracàs dels quals va desembocar en la Presa del Palau de Justícia el 1985.
Durant el seu govern es va aprovar la llei sobre elecció popular d'alcaldes; reformes dels règims departamentals i municipals, Congrés i la justícia; l'estatut sobre la televisió; la llei dels dies festius suprimits o traslladats a dilluns; i el nou Codi Contenciós Administratiu. Es va promulgar l'estatut bàsic dels partits i va començar l'exploració i exportació de carbó.
Sent president, va impulsar el Grup de Contadora per la pau a Centreamèrica, tasca per la qual fou recompensat amb el Premi Príncep d'Astúries de Cooperació Internacional l'any 1983.

## Obra literària
- Colombia cara a cara (1961)
- Imagen del cambio social en Colombia (1966)
- A pesar de la pobreza (1967)
- La ayuda externa (1970)
- Despierta Colombia (1970)
- Populismo (1970)
- La otra Colombia (1975)
- Dinero, precios, salarios (1975)
- El compromiso de la paz: informe al Congreso de Colombia 1982-1986 (1986)
- El homo sapiens se extravió en América Latina (1990)
- El lenguaje como expresión de la historia de Antioquia (1991)